# Sántaraksita
Sántaraksita (szanszkrit; wylie: zhi ba tsho, 725–788) neves 8. századi indiai buddhista brahmin és a Nálanda apátja. Sántaraksita alapította a jógácsára-szvátantrika-mádhjamika filozófiai iskolát, amely egyesítette Nágárdzsuna madhjamaka hagyományát, Aszanga jógácsára hagyományát és Dharmakírti logikai és episztemológiai rendszerét. Jelentős szerepe volt ezen felül a buddhizmus és a szarvásztiváda egyházi rend hagyományvonalának Tibetben történő terjesztéséért, amelyet a Szamje kolostorban hoztak létre.

## Története
Sántaraksita életéről kevés hiteles forrás áll rendelkezésre, és azok többsége is hagiografikus forrás. Történetének egy része megtalálható Dzsamgon Dzsu Mipham Gyaco 19. századi szövegmagyarázataiban, amely olyan forrásokra támaszkodik mint a Kék Évkönyv, Buton Rincsen Drub szakja mester és Taranatha láma írásai. Sántaraksita Zahor (tibeti: Szahor, valahol a mai indiai Himácsal Prades állam területén) királyának volt a fia.
Sántaraksita egy Revalszar nevű településen született, a mai indiai Himácsal Prades területén. 767 előtt a tibeti Triszong Decen király kérésére Tibetbe utazott. Egy történet szerint a legelső útja sikertelen volt, és hat évet Nepálban kényszerült eltölteni mielőtt elérte volna Tibetet. Miután letelepedett a himalájai országban, Sántaraksita hatalmas mennyiségű fordítási munkákat felügyelt. Közben megépült Tibet legelső buddhista kolostortemploma, a Szamje kolostor 787-ben és megjelentek az első tibeti szerzetesek (bhikkhu). Élete hátralevő részét ebben a kolostorban töltötte (13 évet), és nem tért vissza Indiába, amely miatt nagy népszerűségre tett szert a tibeti emberek körében. Állítólag egy lórúgásba halt bele.
Tibet legfőbb filozófiai világnézetévé váltak Sántaraksita tanításai a 8. századtól a 15. századig, amelyen felülkerekedett Dzse Congkapa prászangika madhjamaka értelmezése. A 19. század végén a Dzsu Mipham-féle Rimé mozgalom Congkapa nézeteit értelmezte újra.

### Tanítványai
- Haribhadra (buddhista filozófus)
- Kamalasíla

## Nézetei
Sántaraksita a madhjamaka, a jógácsára és a pramána ötvözetéről szóló filozófiáját a Madhjamákalamkára című művében fejtette ki. Szerepeltek benne a szautrántika és a „csak-tudat” jógácsára nézetei is, főleg a konvencionális igazságra vonatkozóan, amely a két igazság tana közül az egyik. Világnézetét később úgy nevezték a tibetiek, hogy „jógácsára-szvátantrika-madhjamaka”, jóllehet ő maga nem így nevezte saját világnézetét.
Az általa írt szintézisben arra kéri az olvasót, hogy valljon madhjamaka nézeteket, a legvégső igazságot Nágárdzsuna és Árjadéva filozófiáján, a konvencionális igazságot pedig Aszanga és Vaszubandhu jógácsára nézetein keresztül vizsgálja. Ehhez adja még hozzá Dignága és Dharmakírti szautrántika nézeteit.
Sántaraksita másik legismertebb szövege a Tattvaszamgraha (A valóság rövid összefoglalása), amely korának filozófiai világnézeteinek enciklopédikus összefoglalója, amelynek fordításai fennmaradtak Tibetben és Kínában egyaránt. Egy szanszkrit nyelvű verziót is felfedezett 1873-ban Dr G. Bühler a Pársvanátha dzsaina templomban, Dzsaiszalmer városban. Ebben a verzióban Sántaraksita tanítványának, Kamalasílának a szövegmagyarázatai is szerepelnek.

## A Dzsu Mipham által újjáélesztett Sántaraksita hagyomány
A 19. században mozgalom indult, amelynek keretein belül oktatási központokat hoztak létre, amelyekben a domináns gelug iskolától eltérő, hagyományos tanításokat adtak. Ez felerősítette a szakja, kagyü, nyingma és dzsonang hagyományokat, amelyet majdnem teljesen elnyomott a gelug hegemónia. A mozgalom részeként Dzsamgon Dzsu Mipham Gyaco nyingma mester szövegmagyarázatot készített Sántaraksita Madhjamakalankára című, 400 évvel korábbi művéhez.